# Roaring forties

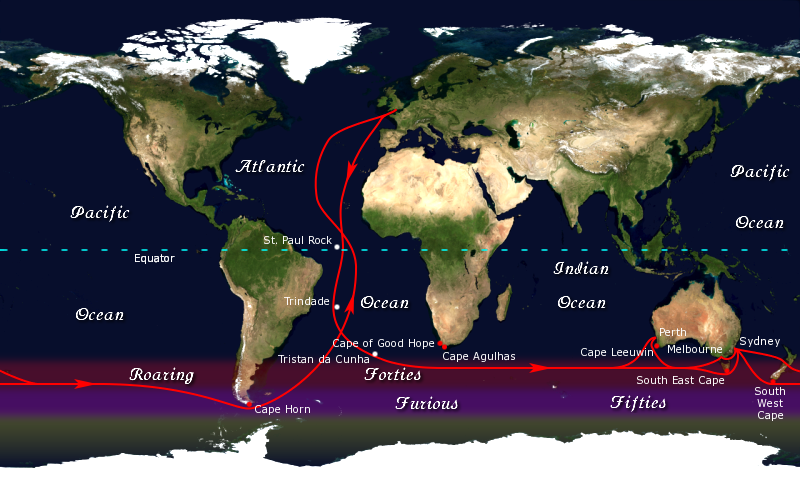
Karta som visar vilken väg segelfartyg tog för att dra nytta av roaring forties.

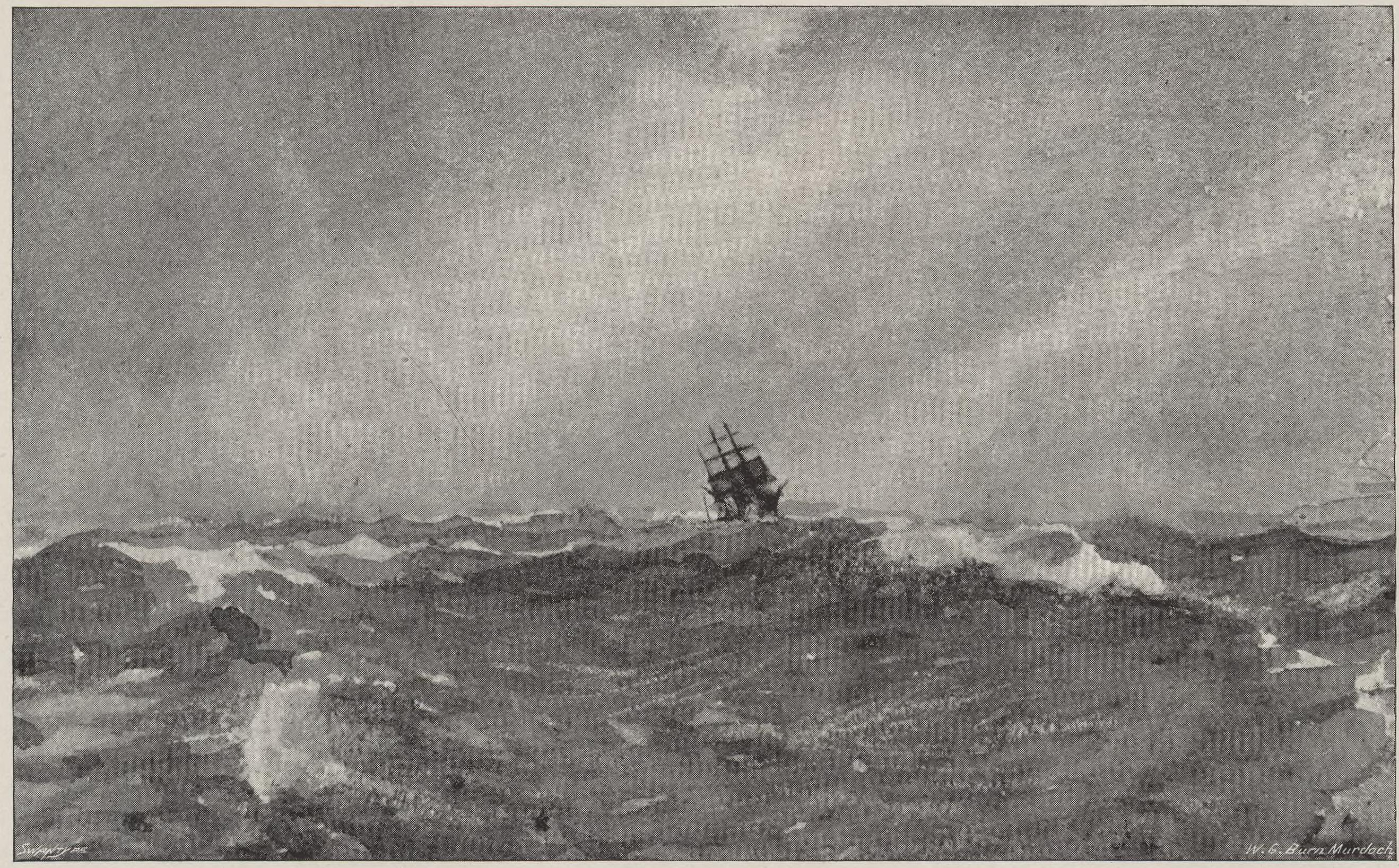
Ett skepp seglar genom Roaring Forties.

Roaring forties (av engelska roar, 'vråla', och forties, 'fyrtio') är benämningen inom sjömanskretsar på haven mellan 40°S och 50°S, där det råder ihärdiga västvindar. Till följd av att det på dessa breddgrader finns relativt lite land som kan stoppa dem är vindarna här särskilt starka. Vindarna var fruktade, men hade också stor betydelse för sjöfarten under segelfartygens tid. Uttrycket myntades 1867, under klipperskeppens era. 